# Vihtilänsalmi
Vihtilänsalmi är ett sund i Finland. Det ligger i landskapet Egentliga Finland, i den sydvästra delen av landet, 150 km väster om huvudstaden Helsingfors.
Vihtilänsalmi ligger i Åbo kommun mellan Iso-Vihtilä i norr och Kulho i söder. Den ansluter till Haarlansuntti i väster och Pohjoissalmi i öster.